# Hemiphractus fasciatus
Hemiphractus fasciatus é uma espécie de anfíbio da família Hemiphractidae.
Pode ser encontrada nos seguintes países: Colômbia, Equador, Panamá e possivelmente em Costa Rica.
Os seus habitats naturais são: florestas subtropicais ou tropicais húmidas de baixa altitude e regiões subtropicais ou tropicais húmidas de alta altitude.
Está ameaçada por perda de habitat.